# Receptor sigma
Los receptores sigma (receptores σ) son receptores de superficie celular proteica que se unen a ligandos como el 4-PPBP (4-fenil-1-(4-fenilbutil)piperidina), SA 4503 (cutamesina), ditolilguanidina, dimetiltriptamina, y la siramesina. Hay dos subtipos, los receptores sigma-1 (σ1) y los receptores sigma-2 (σ2), que se clasifican como receptores sigma por sus similitudes farmacológicas, aunque evolutivamente no están relacionados.
La proteína fúngica ERG2, una isomerasa de esterol C-8, pertenece a la misma familia de proteínas que el receptor sigma-1. Ambos se localizan en la membrana del retículo endoplasmático, aunque también se ha reportado que sigma-1 es un receptor de la superficie celular. El receptor Sigma-2 es una proteína con una localización principalmente intracelular (membrana del ER).

## Clasificación
Inicialmente se pensó que los receptores sigma pertenecían a un tipo de receptor opioide, porque los estereoisómeros d de la clase de fármacos opioides derivados de la benzomorfina no actúan sobre los receptores μ, κ y δ, y son capaces de reducir la tos. Sin embargo, los resultados de las pruebas farmacológicas han demostrado que los receptores sigma son activados por fármacos que no tienen ninguna relación con los opioides y que su función no está relacionada con la función de los receptores opioides. Por ejemplo, la fenciclidina (PCP) y el antipsicótico haloperidol pueden interactuar con este receptor. Estos dos medicamentos no tienen similitudes químicas con los opioides.
Cuando se aisló y clonó el receptor σ1, se encontró que no tenía similitud estructural con el receptor opioide. Por esta razón, se designa como una clase separada de receptores denotados con la letra griega sigma.

## Función
La función de los receptores sigma es poco conocida. Los receptores Sigma juegan un papel importante en la modulación de varios neurotransmisores, incluyendo los noradrenérgicos, serotoninérgicos, dopaminérgicos y glutamatérgicos.
Los fármacos que actúan como agonistas σ incluyen cocaína, morfina/diacetilmorfina, opipramol, PCP, fluvoxamina, metanfetamina, dextrometorfano y berberina. Sin embargo, la función exacta de los receptores σ es difícil de establecer, ya que muchos agonistas σ también se unen a otros objetivos, como el receptor opioide κ y el receptor de glutamato NMDA. En experimentos con animales, los antagonistas σ como rimcazol fueron capaces de bloquear las convulsiones por sobredosis de cocaína. Los antagonistas σ también están bajo investigación para su uso como medicamentos antipsicóticos.
La abundante hormona esteroide neuroesteroide DHEA es un agonista en los receptores sigma y junto con la pregnenolona podrían ser ligandos agonistas endógenos; opuestos por la actividad antagonista sigma de la hormona progesterona.  También se sabe que otro ligando endógeno, N, N -dimetiltriptamina, interactúa como ligando del receptor σ1.

## Efectos fisiológicos
Los efectos fisiológicos cuando se activa el receptor σ incluyen hipertonía, taquicardia, taquipnea, efectos antitusivos y midriasis.[cita requerida] Algunos agonistas de los receptores σ, como la cocaína, un agonista σ débil, ejercen efectos convulsivos en los animales. Las reacciones de comportamiento a los agonistas σ son bastante heterogéneas: algunas personas encuentran eufóricos a los agonistas de los receptores σ con efectos antidepresivos significativos. Otros individuos, sin embargo, experimentan disforia y, a menudo, informan sentimientos de malestar o ansiedad.[cita requerida]
En 2007, se publicaron evidencias que los agonistas selectivos de los receptores σ producen efectos similares a ciertos antidepresivos en ratones.